# Jedlinská Lhota
Jedlinská Lhota, nazývaná též Rychnovská Lhotka, je samota nalézající se na místě bývalého hospodářského dvora asi 1,5 km západně od města Rychnov nad Kněžnou. Samota je součástí obce Synkov-Slemeno, spadá do části obce Jedlina.

## Historie
Historie hospodářského dvora Jedlinská Lhota se začala psát před 400 lety.[kdy?] Po roce 1945 byl dvůr znárodněn a hospodařil zde státní statek. V roce 1991 byl zpustošený dvůr restituován původními majiteli a byla zahájena náročná obnova sadů a rekonstrukce budov.

## Fotografie

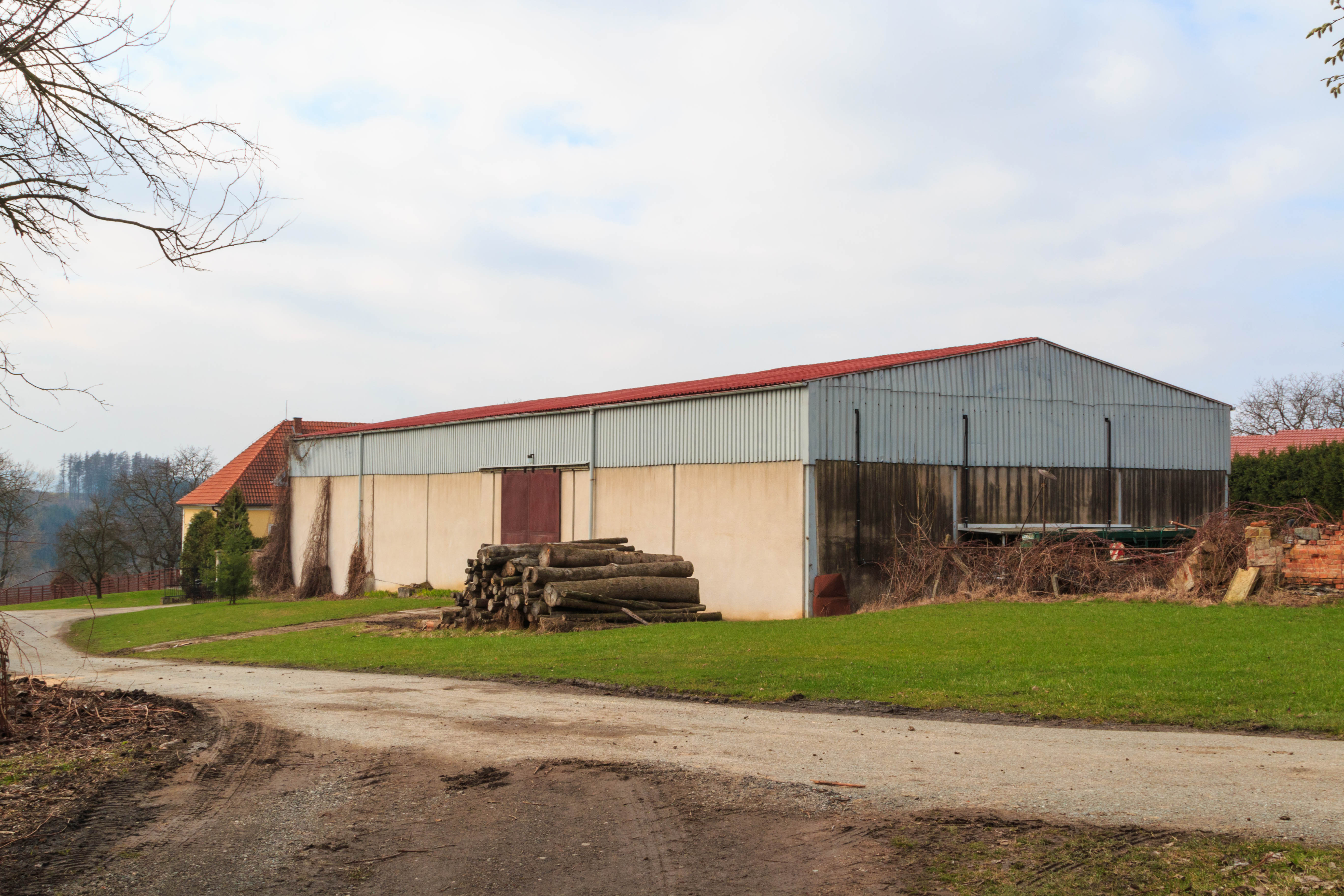
Sklad
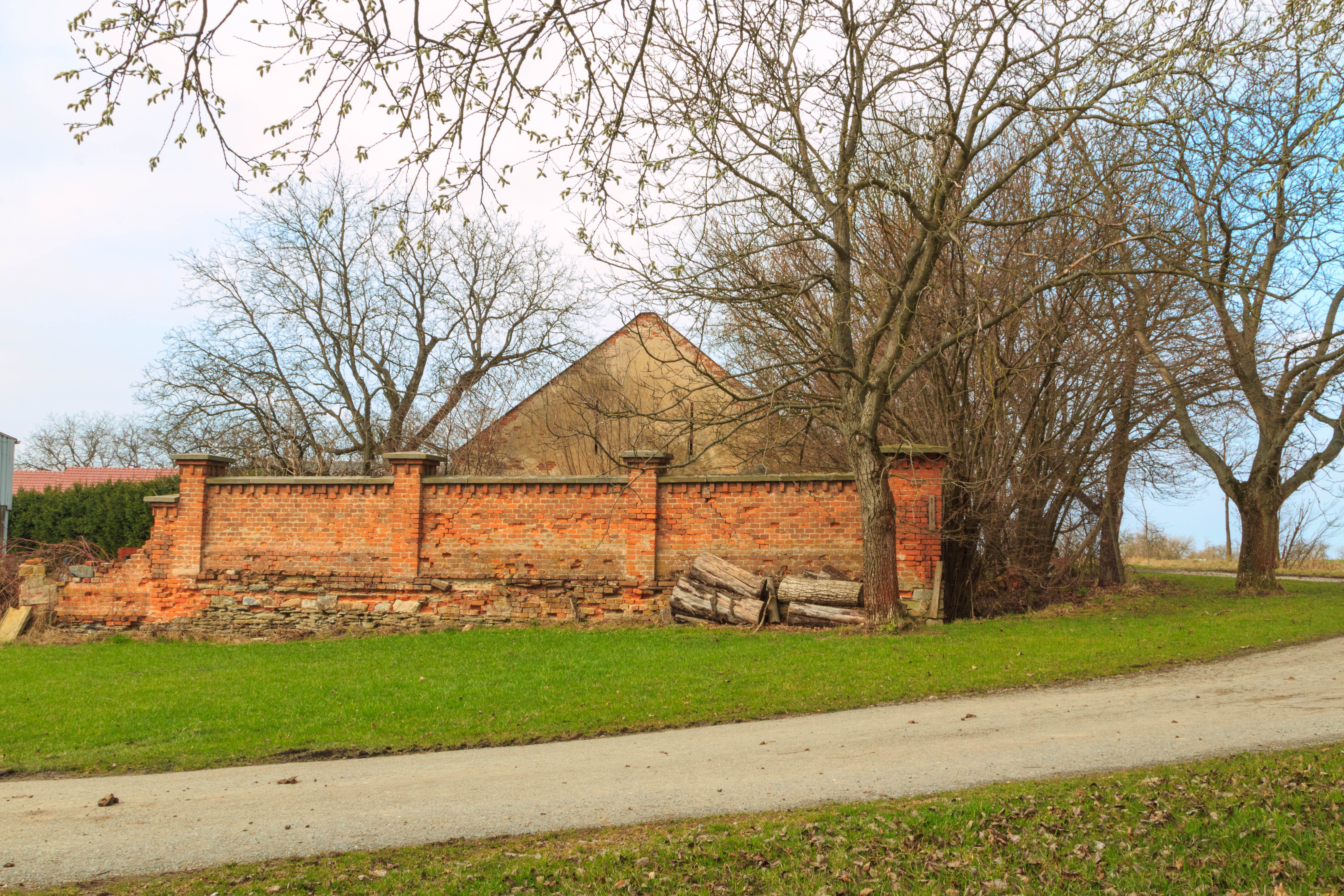
Jedlinská Lhota